# Miyoshi, Saitama
Miyoshi (japanska: 三芳町?, Miyoshi-machi) är en landskommun (köping) i Saitama prefektur i Japan.  